# Steve Backley
Stephen James (Steve) Backley OBE (Sidcup, 12 februari 1969) is een voormalige Britse speerwerper. Backley wordt vaak gezien als een van de grootste speerwerpers van de laatste tijd. Hij werd viermaal Europees kampioen. Ook nam hij viermaal deel aan de Olympische Spelen, maar won hierbij nimmer een gouden medaille.

## Loopbaan
Een opmerkelijk feit over Backley is, dat hij tijdens het grootste gedeelte van zijn carrière maar 20% zicht had. Dit was veroorzaakt door een ongeluk tijdens zijn eerste studiejaar. Backley is de enige Britse atleet, die ooit op drie verschillende Olympische Spelen een medaille wist te veroveren. Hij werd viermaal Europees kampioen en zorgde daardoor ervoor, dat Jan Železný deze titel nooit wist te winnen.
Steve Backley verbeterde het wereldrecord driemaal. De eerste keer was dat in 1990, toen hij het toenmalige record van de Zweed Patrick Boden van 89,10 m op 89,58 m bracht. Vervolgens gooide Železný 89,66, waarop Backley antwoordde met 90,98. Beide laatste records werden naderhand door de IAAF afgekeurd, omdat de door de Hongaar Miklós Németh ontworpen speer waarmee ze hadden gegooid, niet aan de IAAF-eisen bleek te voldoen. Ten slotte kwam Steve Backley in 1992 in Nieuw-Zeeland met een reglementaire speer tot 91,46, waarna Jan Železný korte tijd later de hegemonie definitief overnam met een serie recordverbeteringen, uitmondend in het heden ten dage nog steeds geldende record van 98,48.
Backley werd in 2003 benoemd tot Officier in de orde van het Britse Rijk en is getrouwd met Clare.

## Titels
- Europees kampioen speerwerpen - 1990, 1994, 1998, 2002
- Brits kampioen speerwerpen - 1988, 1989, 1990, 1992, 1997, 1998, 1999, 2000, 2004
- Europees jeugdkampioen speerwerpen - 1987

## Persoonlijk record
| Onderdeel   | Prestatie       | Datum           | Plaats   |
| ----------- | --------------- | --------------- | -------- |
| speerwerpen | 91,46 m (ex-WR) | 25 januari 1992 | Auckland |

## Prestaties
Kampioenschappen
| jaar | plaats          | land                | toernooi          | resultaat | afstand |
| ---- | --------------- | ------------------- | ----------------- | --------- | ------- |
| 1988 | Greater Sudbury | Canada              | WK junioren       | Zilver    | 75,40 m |
| 1989 | Gateshead       | Verenigd Koninkrijk | Europese beker    | Goud      | 82,92 m |
|      | Barcelona       | Spanje              | Wereldbeker       | Goud      | 85,90 m |
| 1990 | Auckland        | Nieuw-Zeeland       | Gemenebestspelen  | Goud      | 86,02 m |
|      | Split           | Kroatië             | EK                | Goud      | 87,30 m |
| 1992 | Barcelona       | Spanje              | Olympische Spelen | Brons     | 83,38 m |
| 1993 | Stuttgart       | Duitsland           | WK                | 4e        | 81,80 m |
| 1994 | Helsinki        | Finland             | EK                | Goud      | 85,20 m |
|      | Victoria        | Canada              | Gemenebestspelen  | Goud      | 82,74 m |
| 1995 | Göteborg        | Zweden              | WK                | Zilver    | 86,30 m |
|      | Monaco          | Monaco              | Grand Prix Finale | Brons     | 83,84 m |
| 1996 | Atlanta         | Verenigde Staten    | Olympische Spelen | Zilver    | 87,44 m |
| 1997 | Athene          | Griekenland         | WK                | Zilver    | 86,80 m |
|      | München         | Duitsland           | Europese beker    | Goud      | 86,86 m |
|      | Fukuoka         | Japan               | Grand Prix Finale | 7e        | 81,58 m |
| 1998 | Boedapest       | Hongarije           | EK                | Goud      | 89,72 m |
|      | Kuala Lumpur    | Maleisië            | Gemenebestspelen  | Zilver    | 87,38 m |
| 1999 | Sevilla         | Spanje              | WK                | 8e        | 83,84 m |
| 2000 | Sydney          | Australië           | Olympische Spelen | Zilver    | 89,85 m |
| 2001 | Melbourne       | Australië           | Grand Prix Finale | 4e        | 85,38 m |
| 2002 | Manchester      | Verenigd Koninkrijk | Gemenebestspelen  | Goud      | 86,81 m |
|      | München         | Duitsland           | EK                | Goud      | 88,54 m |
|      | Madrid          | Spanje              | Wereldbeker       | 4e        | 79,39 m |
| 2003 | Parijs          | Frankrijk           | WK                | 9e        | 80,13 m |
| 2004 | Athene          | Griekenland         | Olympische Spelen | 4e        | 84,13 m |

Golden League-podiumplaatsen
| jaar | plaats  | land      | toernooi           | resultaat | afstand |
| ---- | ------- | --------- | ------------------ | --------- | ------- |
| 1998 | Oslo    | Noorwegen | Bislett Games      | Zilver    | 85,44 m |
| 1998 | Brussel | België    | Memorial Van Damme | Goud      | 84,23 m |
| 2003 | Oslo    | Noorwegen | Bislett Games      | Brons     | 82,51 m |
|      | Brussel | België    | Memorial Van Damme | Brons     | 82,85 m |

## Onderscheidingen
- Officier in de Orde van het Britse RijkŞ
- IAAF-atleet van het jaar - 1990

| Logo van de Olympische Spelen | Goud | Zilver | Brons | Logo van de Olympische Spelen |
|                               | 0    | 2      | 1     |                               |

- World Athletics: 14188419
- International Standard Name Identifier: 0000 0004 4598 711X
- Virtual International Authority File: 314824401